# 濮陽県 (江蘇省)
濮陽県（ほくよう-けん）は中華人民共和国江蘇省にかつて僑置された県。現在の徐州市銅山区北西部に相当する。
南北朝時代、梁により設置され、北周により廃止された。